# Пфорцхајм
Пфорцхајм (њем. Pforzheim) је град са правима округа у њемачкој савезној држави Баден-Виртемберг. Према процјени из 2010. у граду је живјело 119.788 становника. Посједује регионалну шифру (AGS) 8231000.

## Географски и демографски подаци
Пфорцхајм се налази у савезној држави Баден-Виртемберг, на надморској висини од 273 , са површином од 98,0 2. У самом мјесту је, према процјени из 2010. године, живјело 119.788 становника. Просјечна густина становништва износи 1222 становника/km².